# タイランド (小説)
『タイランド』は、村上春樹の短編小説。村上は『新潮』1999年8月号から12月号まで、「地震のあとで」と題する連作の短編小説を続けて掲載した。本作品は11月号に発表されたその4作目。

## あらすじ
世界甲状腺会議はバンコック・マリオットの会議場で、4日間にわたって行われた。会議が終わったあとも、さつきは引き続きホテルに残った。翌朝ガイド兼運転手が迎えに来てくれるのだ。
さつきは甲状腺の免疫機能に関する研究者で、以前10年近くデトロイトの大学病院に所属していた。アメリカ人の夫がいたが、3年前にやっと離婚の調停が成立した。今は日本に戻っている。
ガイド兼運転手の名はニミットといった。やせたタイ人の男だった。さつきは友人のジョン・ラパポートのアレンジで、これから一週間山の中のリゾート・ホテルに滞在することになっている。ニミットを推薦してくれたのもラパポートだった。
さつきの出身が京都だと聞いたニミットは尋ねた。「先月の神戸の大地震ではたくさんの人が亡くなりました。ドクターのお知り合いには、神戸に住んでおられる方はいらっしゃいませんでしたか？」
さつきは神戸には一人も知り合いはいないと思うと答えた。でもそれは真実ではなかった。神戸にはあの男が住んでいる。さつきはシートの背中にもたれて、目を閉じた。あの男が重くて固い何かの下敷きになって、ぺしゃんこにつぶれていればいいのにと思った。あるいはどろどろに液状化した大地の中に飲み込まれていいのにと思った。
明日には帰国するという最後の日、プールの帰りにニミットはさつきを近隣の村に連れていった。

## 英訳
| タイトル | Thailand                                       |
| 翻訳     | ジェイ・ルービン                               |
| 初出     | 『Granta』2001年7月7日号                       |
| 収録書籍 | 『after the quake』（クノップフ社、2002年8月） |

各国語の翻訳の詳細は「神の子どもたちはみな踊る#翻訳」を参照のこと。